# Мішель Кафандо
Мішель Кафандо (нар. 18 серпня 1942, Уагадугу, Верхня Вольта) — державний і політичний діяч Буркіна-Фасо; міністр закордонних справ Буркіна-Фасо (1982—1983); Посол Буркіна-Фасо при Організації Об'єднаних Націй (1998—2011) і виконувач обов'язків президента (2014-2015).

## Біографія
Кафандо народився в Уагадугу, в Верхній Вольті. Здобув освіту в Університеті Бордо в 1969 році, а потім здобув диплом політичних досліджень 1972 року в Парижі. Пізніше здобув докторський ступінь у галузі політології в Сорбонні в 1990 році.
У 1982 році, Мішель Кафандо зайняв пост міністра закордонних справ Буркіна-Фасо, ставши єдиним членом уряду, що зберіг міністерський пост після перевороту Жана-Батіста Уедраого. Також, Кафандо був віце-президентом Генеральної Асамблеї в 1982 році, очолював багато делегацій в Організації африканської єдності, і є віце-президент Африканського центру з охорони навколишнього середовища.
До 2011 року, Мішель Кафандо був Постійним представником Буркіна-Фасо в ООН.
Після державного перевороту в листопаді 2014 року, під погрозами санкцій Африканського союзу, військові передали повноваження президента Кафандо, 17 листопада 2014.
Кафандо також виконував обов'язки міністра закордонних справ до 19 липня 2015 року, коли, в рамках перерозподілу урядових повноважень, призначив на цю посаду Мусу Небіе, а сам на додаток до президентських повноважень зосередив у своїх руках портфелі міністра оборони і міністра безпеки.
16 вересня 2015 року зміщений внаслідок військового перевороту і заарештований.
18 вересня 2015 року Рада національної демократії звільнила Мішеля Кафандо «на знак ослаблення напруженості».
23 вересня 2015 року зміщений Мішель Кафандо і його уряд офіційно повернулися до виконання своїх обов'язків після підписання мирного договору з лідерами державного перевороту